# Medicago agropyretorum
Medicago agropyretorum är en ärtväxtart som beskrevs av I.T. Vassilczenko. Medicago agropyretorum ingår i släktet luserner, och familjen ärtväxter. Inga underarter finns listade i Catalogue of Life.